# أحداث رمسيس الثانية
أحداث رمسيس الثانية أو أحداث مسجد الفتح (16 أغسطس 2013) هي أحداث جرت في ميدان رمسيس -أحد أشهر ميادين القاهرة- وتحديدا بجوار وداخل مسجد الفتح، حيث بدأت بمظاهرات عقب صلاة الجمعة واستمرت حتى مساء ذلك اليوم، ووقع على إثرها عدد كبير من القتلى والمصابين. كما تم محاصرة مسجد الفتح والمعتصمين فيه حتى صبيحة اليوم التالي حيث أُلقي القبض عليهم.

## تفاصيل الأحداث
في أعقاب الانقلاب العسكري في مصر في 3 يوليو 2013، الذي جاء بعد مظاهرات 30 يونيو، اعتصم مؤيدو الرئيس محمد مرسي بميدان رابعة العدوية وميدان النهضة، لمدة تقارب الخمسين يوما. وتخلل تلك المدة مظاهرات عدة، وانتهت بفض اعتصامي رابعة والنهضة بالقوة في 14 أغسطس 2013. وبعد ذلك بيومين تظاهر أنصار الرئيس محمد مرسي في يوم الجمعة 16 أغسطس بميدان رمسيس بجوار مسجد الفتح، وقامت الشرطة بمهاجمة المتظاهرين ووقع عدد من القتلى والجرحى. احتمى بعض المتظاهرين بمسجد الفتح الذي كان قد تحول إلى مستشفى لمداواة الجرحى، وتم اقتحام المسجد في صبيحة اليوم التالي والقبض على من فيه، وظل المسجد مغلقاً لمدة طويلة. حتى أعيد افتتاحه في 20 أكتوبر 2014 بعد 15 شهرًا من إغلاقه، حيث أُديت صلاة العشاء بالمسجد وحضرها ما يزيد عن 500 مصلى في افتتاح مفاجئ قابله بعض المارة بالتصفيق الحار.

## أشهر الضحايا
- عمار محمد بديع نجل المرشد العام لجماعة الإخوان المسلمين محمد بديع، إثر تلقيه رصاصتين في الرأس والعين خلال مشاركته في المظاهرات المؤيدة لمحمد مرسي، ونقل جثمانه إلى مستشفى غمرة العسكري قرب ميدان رمسيس وسط القاهرة.[8][9][10]